# Daría Urquiza
Daría Urquiza Palacios o Daría Urquiza Guardiola (Casalarreina, La Rioja, 25 de octubre de 1896) fue una militante comunista española deportada, junto a su hija María Luisa, a campos de concentración nazis. Después de ser liberada, fue reconocida por Francia como deportada política.

## Antecedentes
Las cifras de deportados riojanos a campos de concentración de la Alemania nazi ha ido variando. El 2005 se contabilizaron 16 deportados, sin embargo, a medida que avanzan las investigaciones el número va incrementando.Las últimas actualizaciones apuntan a una treintena de deportados,  entre los que se encuentra una única mujer, Daría Urquiza.

## Biografía
Nacida en Casalarreina, Daría era hija de Bernabé Urquiza, un jornalero originario de la provincia de Burgos y de Tiburcia Palacios, vecina de Villaverde de Rioja, municipio de La Rioja. Daría estuvo vinculada al Partido Comunista de Euskadi y en 1937, antes de la caída del frente del Norte, se trasladó de Bilbao a Santander para salir con su hija, María Luisa Romero Urquiza, de once años, al extranjero.Según algunas fuentes el barco hacia Francia lo cogió en Gijón. En algún momento debió de regresar, ya que el 10 de febrero de 1939 volvió a entrar en territorio francés, en este caso por Le Perthus, coincidiendo con el éxodo posterior a la caída de Barcelona.
El 13 de abril de 1939 su nombre figura en una noticia publicada en el diario La Dépéche según la cual, Daría Urquiza Palacios, de 40 años, buscaba a Santiago Romero Quintana, su marido.
Estuvo refugiada en Aurillac y después fue deportada. No se sabe mucho sobre su detención, ni sobre las causas que llevaron a la misma, pero sí que Daría, y, probablemente, también su hija, pasó por el Campo de concentración de Gurs, en los Altos Pirineos. Después, en la fase final de la Segunda Guerra Mundial y cerca de la liberación del territorio francés, ambas estuvieron internadas en el Campo de concentración de Noé, Alto Garona. El 30 de julio de 1944 madre e hija fueron deportadas de Toulouse a Alemania en tren. Se sabe poco de los campos por los que transitaron en Alemania, pero al menos estuvieron en Ravensbrück, y ambas fueron liberadas con vida.
Posteriormente, Daría residió en el Campo de Récébédou, denominado también como Ciudad Don Quijote, en Portet-sur-Garonne y habilitado en la posguerra. Situado unos kilómetros al sur de Toulouse, este campo atendido por la Cruz Roja Republicana Española, albergó a personas refugiadas apátridas, que no tenían ni familia ni amistades que pudieran acogerlas en sus casas. En ese periodo, el segundo apellido de Daría se registra como Guardiola.
El Memorial publicado por la Fundación para la Memoria de la Deportación francesa no tuvo en cuenta a Daría y María Luisa. Se tuvo constancia del paso de estas dos mujeres por campos de concentración nazis gracias a que pertenecieron a la Federación Española de Deportados e Internados Políticos.

## Premios y reconocimientos
- Daría Urquiza luchó para ser reconocida como deportada política, objetivo que logró.[7]